# Famille Toumanichvili

Armoiries héréditaires de la famille.

La famille Toumanichvili (en géorgien თუმანიშვილი, en russe Туманишвили) est une ancienne famille princière géorgienne et russe d'origine géorgienne. Selon les registres, elle est issue de l'ancienne dynastie aristocratique des Mamikonians (d'origine géorgienne) qui remonte au IIIe siècle.
Entre le XIIe et le XIIIe siècle, la famille gouverna un territoire dont le cœur était Dsegh[réf. nécessaire], en Arménie. Les descendants de cette branche s'installèrent en Géorgie au XVe siècle[réf. nécessaire] et adoptèrent le nom Toumanichvili. Ils étaient connus des souverains géorgiens et possédaient le rang de kniazs ainsi que le statut de mdivanbegs (conseillers royaux).
Le nom Toumanichvili évolua au cours du temps vers la forme Toumanov/Toumanoff (Toumanovi en géorgien et en russe).

## Galerie de portraits

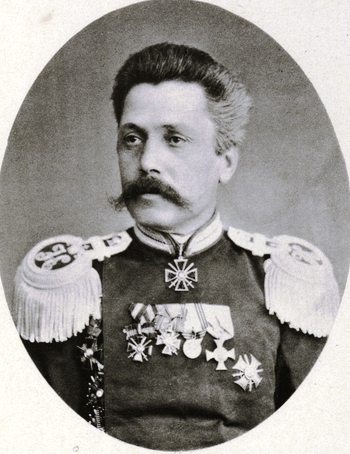
Prince colonel Georges Evseïevitch Toumanov, 1857.
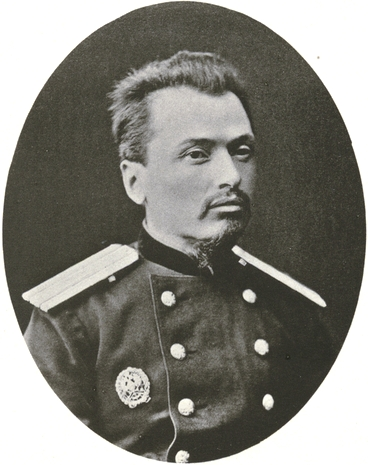
Prince colonel Nicolas Evseïevitch Toumanov, 1863